# Colonizarea planetei Marte

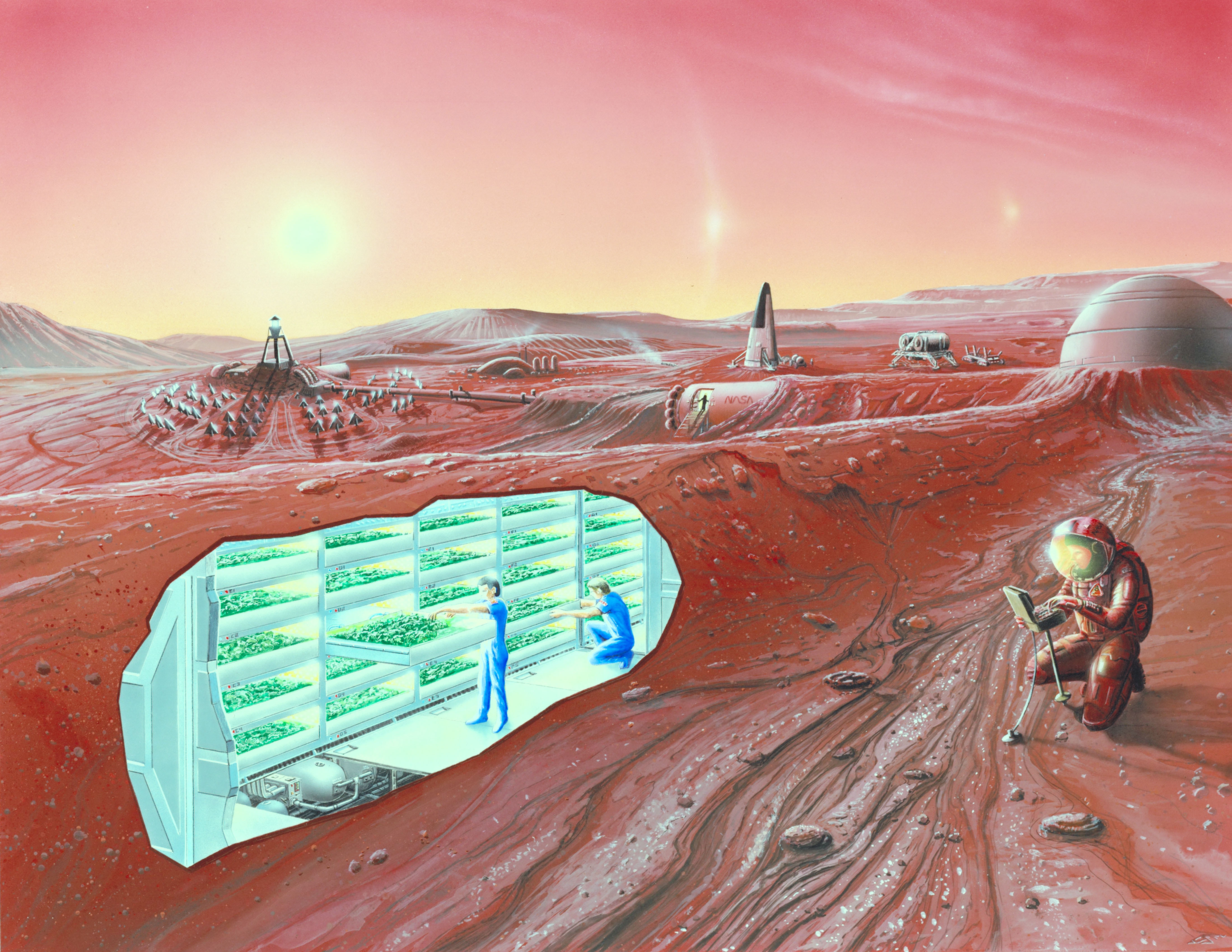
Reprezentare grafică a colonizării planetei Marte

Ipotetica colonizare a lui Marte a primit interes din partea agențiilor de spațiu public și a corporațiilor private și a primit un tratament extins în scrierea științifico-fantastică, filmul și arta.
Organizațiile au propus planuri pentru o misiune umană pe Marte, primul pas către orice efort de colonizare, dar nicio persoană nu a pus piciorul pe planetă. Cu toate acestea, landerii și rover-urile au explorat cu succes suprafața planetei și au furnizat informații despre condițiile de pe sol. Au fost propuse vizite virtuale pe Marte, folosind tehnologii haptice, care pot preceda oamenii care vizitează planeta. 
Motivele pentru colonizarea lui Marte includ curiozitatea, potențialul pentru oameni de a oferi cercetări observaționale mai aprofundate decât roverii fără pilot, interesul economic asupra resurselor sale și posibilitatea ca așezarea altor planete să scadă probabilitatea dispariției umane. Dificultățile și pericolele includ expunerea la radiații în timpul unei călătorii pe Marte și la suprafața sa, sol toxic, gravitație redusă, izolarea care însoțește distanța lui Marte de Pământ,  
și temperaturile reci.
Cele mai recente angajamente în cercetarea soluționării permanente includ cele ale agențiilor de spațiu public - NASA, ESA, Roscosmos, ISRO și CNSA - și organizațiile private - SpaceX, Lockheed Martin și Boeing.

## Concepte de misiuni și termene
Începând cu secolul al XX-lea, au existat mai multe misiuni umane propuse pe Marte, atât de agențiile guvernamentale, cât și de companiile private. [Vag]
Toate conceptele de misiune umană concepute în prezent de programele spațiale guvernamentale naționale nu ar fi precursori direcți ai colonizării. Programe precum cele care sunt planificate provizoriu de NASA, Roscosmos și ESA sunt destinate exclusiv ca misiuni de explorare, fiind posibilă înființarea unei baze permanente, dar nu este încă obiectivul principal.
Colonizarea necesită stabilirea de habitate permanente care au potențialul de auto-expansiune și auto-întreținere. Două propuneri timpurii pentru construirea habitatelor pe Marte sunt conceptele Mars Direct și Semi-Direct, susținute de Robert Zubrin, un avocat al colonizării lui Marte. 
SpaceX a propus dezvoltarea infrastructurii de transport pe Marte pentru a facilita eventuala colonizare a lui Marte. Arhitectura misiunii include vehicule de lansare complet reutilizabile, nave spațiale umane, cisterne cu propulsie pe orbită, suporturi de lansare / aterizare cu rotație rapidă și producție locală de combustibil pentru rachete pe Marte prin utilizarea resurselor in situ (ISRU). Scopul aspirațional al SpaceX este să aterizeze navele lor cargo pe Marte până în 2024 și primele 2 nave cu echipaj până în 2026.

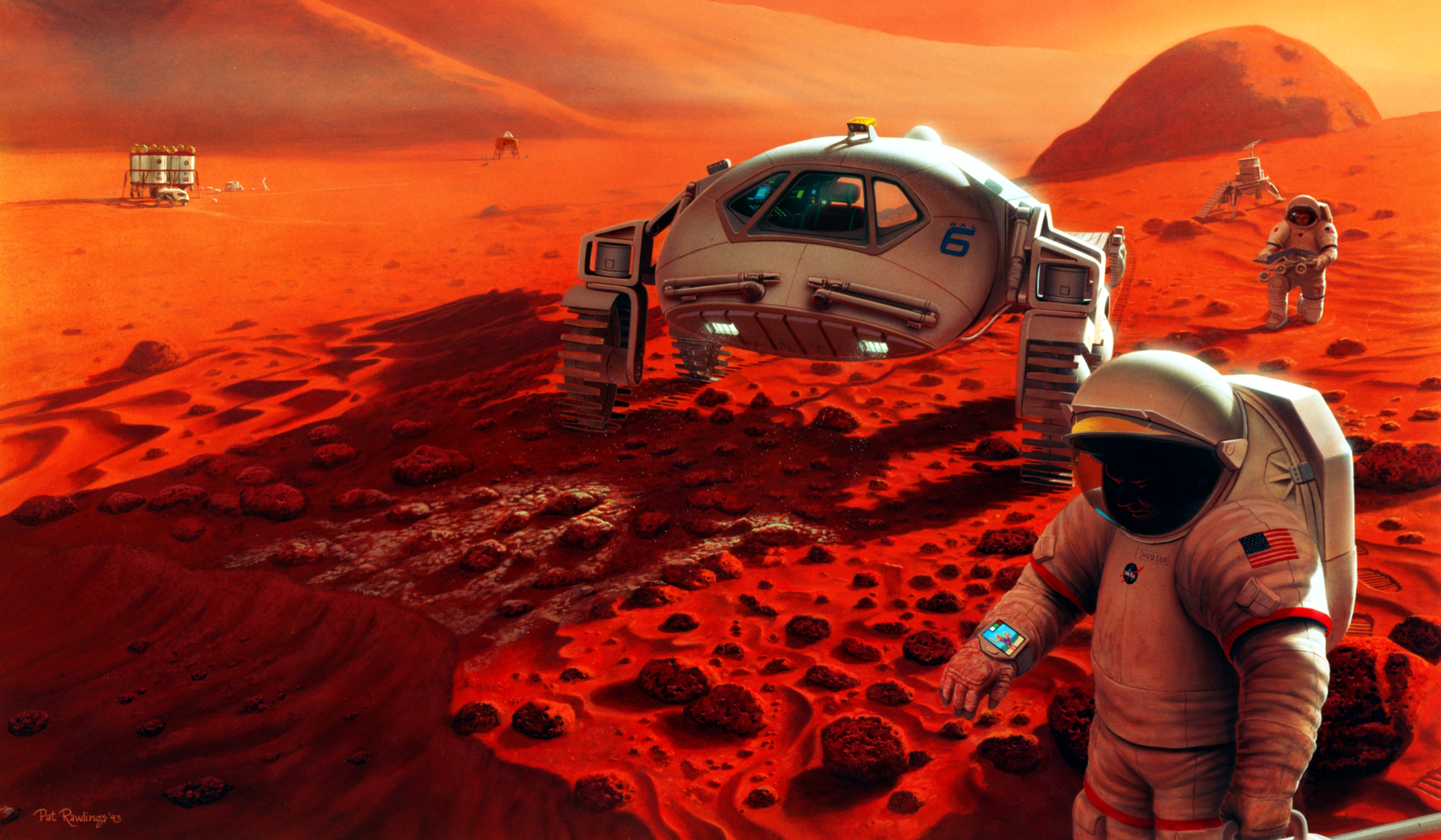
Interpretarea de către artist a diferitelor componente ale unei misiuni umane de suprafață pe Marte

## Asemănări cu Pământul
Pământul este similar cu Venus în ceea ce privește compoziția în vrac, dimensiunea și gravitația suprafeței, dar asemănările lui Marte cu Pământul sunt mai convingătoare atunci când se ia în considerare colonizarea.Acestea includ:
- Ziua marțiană (sau sol) are o durată foarte apropiată de cea a Terrei. O zi solară pe Marte este de 24 de ore, 39 de minute și 35.244 de secunde.
- Marte are o suprafață de 28,4% din suprafața Pământului, care este doar puțin mai mică decât cantitatea de uscat de pe Pământ (care este 29,2% din suprafața Pământului).Marte are jumătate din raza Pământului și doar o zecime din masă. Aceasta înseamnă că are un volum mai mic (~ 15%) și o densitate medie mai mică decât Pământul.
- Marte are o înclinare axială de 25,19 °, similar cu 23,44 ° al Pământului. Drept urmare, Marte are anotimpuri asemănătoare Pământului, deși, în medie, durează aproape de două ori mai mult, deoarece anul marțian este de aproximativ 1,88 ani terestri.
- Observațiile efectuate de Mars Reconnaissance Orbiter ale NASA, Mars Express ale ESA și Phoenix Lander ale NASA confirmă prezența gheții de apă pe Marte.

## Diferențe față de Pământ

### Gravitație și magnetosferă
Gravitația de suprafață a lui Marte este doar 38% față de Pământ. Deși se știe că microgravitația cauzează probleme de sănătate, cum ar fi pierderea musculară și demineralizarea osoasă,  nu se știe dacă gravitația marțiană ar avea un efect similar. Biosatelitul Mars Gravity a fost un proiect propus conceput pentru a afla mai multe despre efectul pe care gravitatea inferioară a lui Marte l-ar avea asupra oamenilor, dar a fost anulat din cauza lipsei de finanțare. 
Din cauza lipsei unei magnetosfere, evenimentele particulelor solare și razele cosmice pot ajunge cu ușurință la suprafața marțiană.   

### Atmosferă
Presiunea atmosferică pe Marte este cu mult sub limita Armstrong la care oamenii pot supraviețui fără costume de presiune. Deoarece terraformarea nu poate fi de așteptat ca o soluție pe termen scurt, structurile locuibile pe Marte ar trebui construite cu vase de presiune similare cu navele spațiale, capabile să conțină o presiune între 30 și 100 kPa. Atmosfera este, de asemenea, toxică, deoarece cea mai mare parte este formată din dioxid de carbon (95% dioxid de carbon, 3% azot, 1,6% argon și urme totalizând mai puțin de 0,4% din alte gaze, inclusiv oxigen).
| Locație                      | Presiune              |
| ---------------------------- | --------------------- |
| Vârful muntelui Olympus Mons | 0.03 kPa (0.0044 psi) |
| Media pe Marte               | 0.6 kPa (0.087 psi)   |
| Fundul Hellas Planitia       | 1.16 kPa (0.168 psi)  |
| Limita Armstrong             | 6.25 kPa (0.906 psi)  |
| Vârful muntelui Everest      | 33.7 kPa (4.89 psi)   |
| Nivelul mării Pământului     | 101.3 kPa (14.69 psi) |
| Suprafața lui Venus          | 9.2 MPa (1334.35 psi) |

Această atmosferă subțire nu filtrează razele solare ultraviolete, ceea ce provoacă instabilitate în legăturile moleculare dintre atomi. De exemplu, amoniacul (NH3) nu este stabil în atmosfera marțiană și se descompune după câteva ore.  De asemenea, din cauza subțirii atmosferei, diferența de temperatură între zi și noapte este mult mai mare decât pe Pământ, de obicei în jur de 70 ° C (125 ° F). [Cu toate acestea, variația temperaturii zi / noapte este mult mai mică în timpul furtunilor de praf, când foarte puțină lumină pătrunde la suprafață chiar și în timpul zilei și, în schimb, încălzește atmosfera din mijloc.

### Apa și clima
Apa de pe Marte este puțină, roverii Spirit și Opportunity găsind mai puțin decât există în cel mai uscat deșert al Pământului. 
Clima este mult mai rece decât Pământul, cu temperaturi medii la suprafață cuprinse între 186 și 268 K (−87 și -5 ° C; -125 și 23 ° F) (în funcție de anotimp și latitudine).  Cea mai scăzută temperatură înregistrată vreodată pe Pământ a fost de 184 K (−89,2 ° C, −128,6 ° F) în Antarctica.
Deoarece Marte este la aproximativ 52% mai departe de Soare, cantitatea de energie solară care intră în atmosfera superioară a acesteia pe unitate de suprafață (constanta solară) este de numai 43,3% din ceea ce ajunge în atmosfera superioară a Pământului. Cu toate acestea, datorită atmosferei mult mai subțiri, o fracțiune mai mare din energia solară ajunge la suprafață.  Iradianța solară maximă pe Marte este de aproximativ 590 W / m2 față de aproximativ 1000 W / m2 la suprafața Pământului; condițiile optime pe ecuatorul marțian pot fi comparate cu cele de pe insula Devon din Arctica canadiană în iunie. 
Furtunile globale de praf sunt frecvente pe tot parcursul anului și pot acoperi întreaga planetă săptămâni întregi, blocând lumina soarelui să ajungă la suprafață. S-a observat că acest lucru provoacă scăderi de temperatură de 4 ° C (7 ° F) timp de câteva luni după furtună.  În schimb, singurele evenimente comparabile de pe Pământ sunt erupții vulcanice mari rare, cum ar fi Krakatoa, care au aruncat cantități mari de cenușă în atmosferă în 1883, provocând o scădere a temperaturii globale de aproximativ 1 ° C (2 ° F). Poate mai important, aceste furtuni afectează producția de energie electrică din panourile solare pentru perioade lungi de timp, interferând, de asemenea, cu comunicațiile cu Pământul. 
Marte nu are ploi și practic nu are nori, [este nevoie de o citare], așa că, deși este rece, este permanent însorit (în afară de în timpul furtunilor de praf). Acest lucru înseamnă că panourile solare pot funcționa întotdeauna la randament maxim în zilele fără praf. Și orbita lui Marte este mai excentrică decât cea a Pământului, crescând variațiile constante ale temperaturii și ale solului pe parcursul anului marțian. 

### Sol
Solul marțian este toxic din cauza concentrațiilor relativ mari de clor și a compușilor asociați, care sunt periculoși pentru toate formele de viață cunoscute.

### Supraviețuirea
Deși există unele organisme extremofile care supraviețuiesc în condiții ostile pe Pământ, inclusiv simulări care aproximează Marte, plantele și animalele nu pot supraviețui în general condițiilor ambientale prezente pe suprafața lui Marte.

## Terraformarea

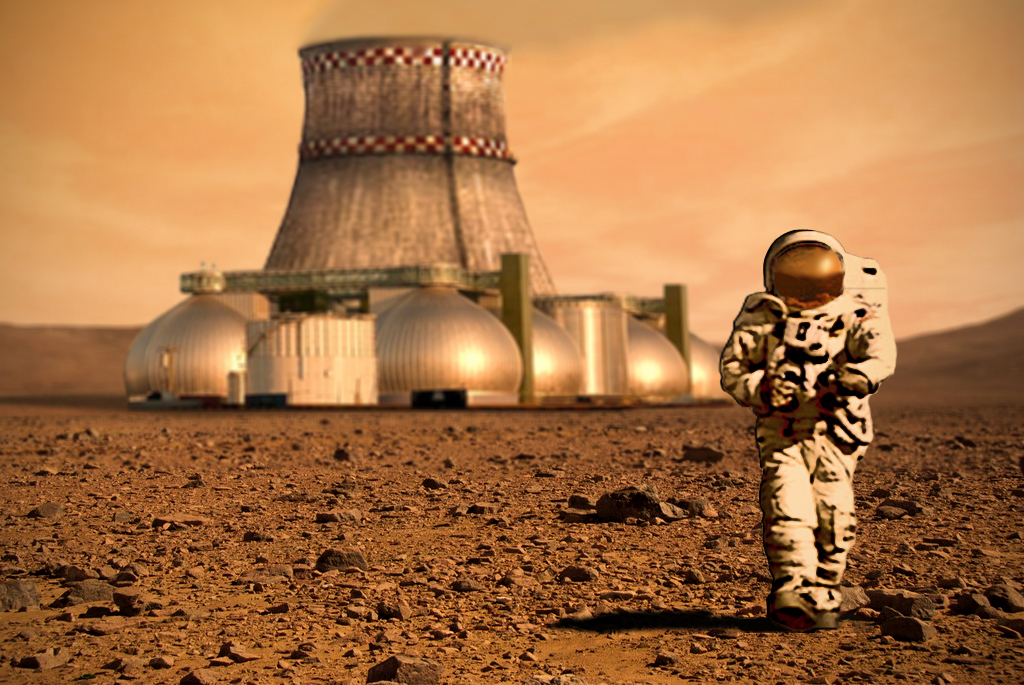
Reprezentare artistică a terraformării planetei Marte

Terraformarea planetei Marte ar face viața în afara clădirilor presurizate posibilă; există discuții dacă se poate sau nu realiza.
Marte este considerată de specialiști ca fiind prima pe lista de terraformări. Acestei planete îi lipsesc trei elemente importante: atmosferă densă, magnetosferă extinsă și căldură. 
Atmosfera planetei este redusă, având nevoie de una mai densă care să conțină gaze ce produc efectele de seră, precum dioxidul de carbon. Cu ajutorul gazelor, căldura solară e captată în atmosferă ridicând astfel temperatura planetei. O temperatură mai ridicată, amplifică efectele gazelor de seră prin eliberarea gazelor din sol, cele două alimentându-se reciproc. Gazele de seră pot fi produse pe Marte dacă se construiesc acolo fabrici și uzine care să polueze foarte mult, această planetă având toate materialele necesare industriei. Produsele acestor fabrici pot fi folosite pentru a construi așezări omenești pe planetă.
Încălzirea planetei se poate face prin două metode: cu ajutorul gazelor de seră, cu ajutorul mai multor oglinzi gigantice care redirecționează lumina soarelui spre planetă, activarea nucleului planetei prin impact sau impactul cu un asteroid sau cometă suficient de mare să producă destulă căldură și gaze de seră.

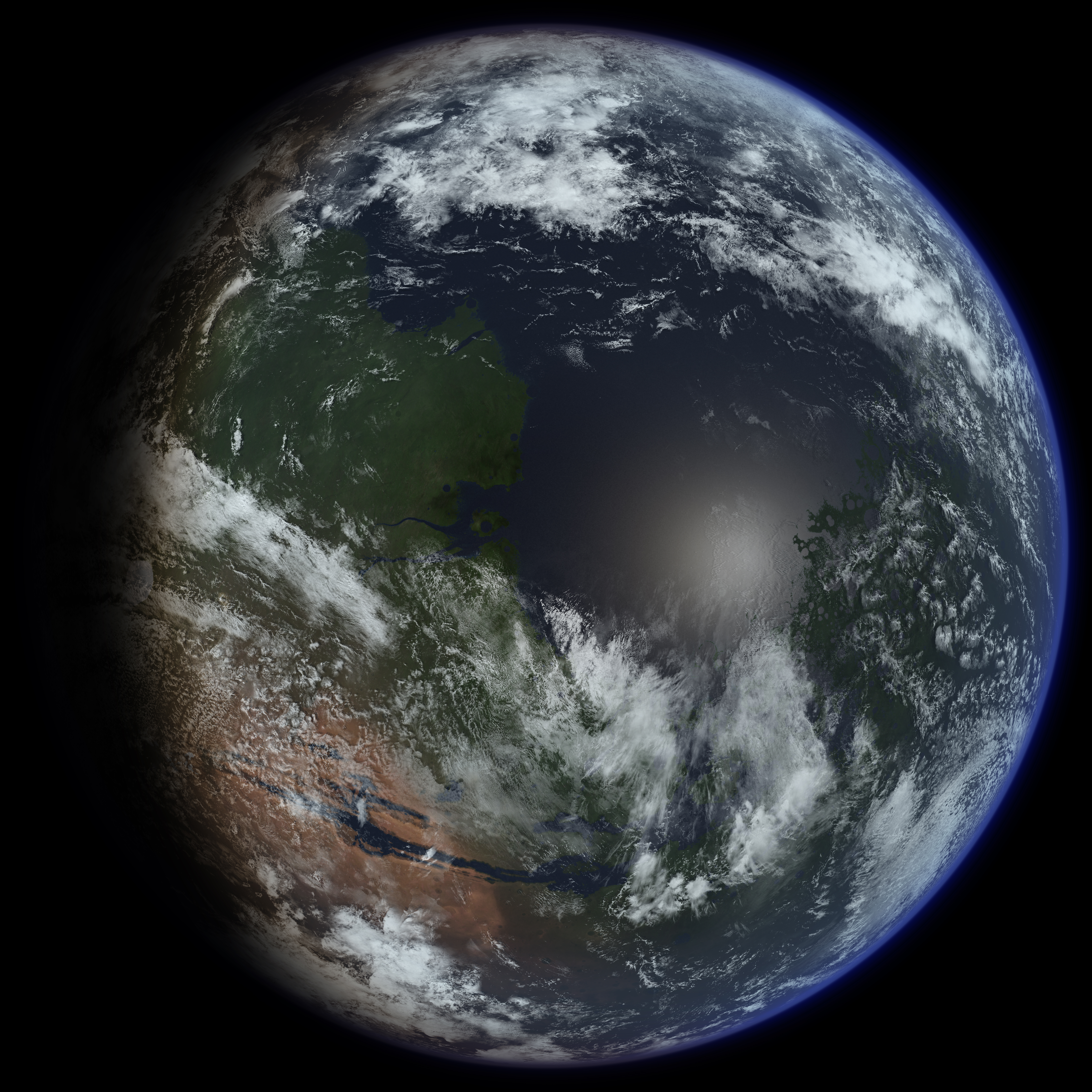
Planeta Marte terraformată, concepție artistică

Imediat după încălzirea planetei, va apărea și apa. Apa există deja pe Marte în stare solidă, planeta având calote glaciare și un lac înghețat. De asemenea, se crede că la o anumită adâncime, unde este mai cald, se poate găsi apă chiar și în stare lichidă. 
Apa de pe Marte, spun specialiștii, e cel mai posibil să fie toxică, aceasta având un nivel foarte ridicat de sare, sarea găsindu-se în foarte multe locuri pe acesta planetă. Totuși, și pe Terra se găsesc ape foarte sărate, deci putem folosi vietățile din apele noastre, pentru a popula apele marțiene. Aceste vietăți vor produce oxigen și alte elemente esențiale, unele bacterii probabil pot să o și purifice de sare.
La fel ca atmosfera, și magnetosfera este foarte redusă, acoperind aproximativ numai 40% din planetă. În trecutul îndepărtat din istoria planetei Marte, aceasta avea o magnetosferă extinsă, și planeta în general era mult mai asemănătoare Terrei. Acest lucru e dovedit de meteoritul ALH 84001, găsit în Antarctica pe data de 27 decembrie 1984 de către o echipa de căutători de meteoriți. Această rocă de pe Marte a căzut în urmă cu 11 milioane de ani. După ce a fost examinată s-a găsit ca aceasta este magnetizată, unele urme de magnetizare datând de pe vremea când și Marte și Terra erau bombardate cu meteoriți. Ca această rocă, au căzut mai multe, toate provenind de pe Marte și fiind magnetizate. Prima a fost găsită în Egipt în 1911.
După ce s-a hotărât oficial că Marte a avut o magnetosferă extinsă și că a fost aproape la fel ca Terra, a apărut ipoteza încă în dezbatere, cum că viața pe Terra să fi ajuns de pe Marte, dovedindu-se că microorganismele pot supraviețui unei călătorii la bordul unui meteorit, adăpostindu-se în interiorul acestuia, unde sunt protejate, temperatura abia crescând cu câteva grade, o parte din ele rezistând și impactului, după care pot să evolueze și să populeze planeta. În prezent, de pe Marte ajunge pe Terra aproximativ o tonă de material, posibil în trecut mult mai mult, astfel devenind posibil în trecut și transportul unor microorganisme dacă acestea chiar au existat.